# María, matrícula de Bilbao
María, matrícula de Bilbao es una película española dirigida por Ladislao Vajda en 1960 y protagonizada por Charles Vanel, Alberto Closas y Arturo Fernández.

## Argumento
El argumento se basa en "Luiso", una novela de José María Sánchez-Silva y García-Morales. Luiso es un adolescente que pertenece a una familia marinera, los Arbeleche. Su intención es ser arquitecto, pero suspende las matemáticas y pasa el verano embarcado en el buque familiar, un carguero llamado María y matriculado en Bilbao. Lo hace animado por su abuelo, que tiene la esperanza de que Luiso continúe con la tradición familiar; el capitán del María es el padre del propio Luiso que, sin embargo, prefiere que su hijo decida por sí mismo. El viaje supondrá una sucesión de experiencias para el joven Luiso, con la lectura moral propia de la época.

## Producción
La productora Chamartín, una de las más potentes del panorama cinematográfico español del momento, pretendió que la película entroncase con el exitoso género de "cine protagonizado por niño" tan de moda en la época. Para ello no reparó en gastos, contratando como director al experimentado Ladislao Vadja (que ya había incursionado exitosamente en el género con Marcelino Pan y Vino) y lo arropó con un casting de primer orden. En el papel de abuelo de Luiso contaron con Charles Vanel, un actor y posteriormente director francés que había rodado con Hitchcock y Buñuel; como madre se recurrió a Nadia Grey, que había rodado La Dolce Vita a las órdenes de Federico Fellini. Además se contó con tres de los actores españoles más populares del momento: Alberto Closas, Arturo Fernández, Antonio Ferrandis o el humorista Gila.
El protagonista, que desempeñaba el papel de Luiso fue el desconocido Javier Asín, que rodaba su primera película y que no tuvo más recorrido profesional después de la misma.
La productora alquiló un buque, el Beniel, un mercante construido en 1958, que navegó por las aguas costeras de Barcelona durante el rodaje de las escenas a bordo. Los exteriores en tierra se filmaron en Santurce y Bilbao.
Como era habitual en la época, se rodaron dos versiones de la película, una para el mercado nacional y otra para el mercado exterior. Esta última tenía un metraje más corto y leves cambios de guion.

## Crítica
La película tuvo un éxito relativo de taquilla en España, pero no cumplió las expectativas puestas en ella por la productora, que aspiraba a un segundo éxito del calibre de Marcelino Pan y Vino. Las críticas fueron mixtas, achacándosele a Vadja una dirección "insegura" y comparándola con un "Capitanes intrépidos pero para niños ricos".